# هيديو ياماموتو
هيديو ياماموتو (باليابانية: 山本英夫) (و. 1960 – م) هو مصور سينمائي، ومشغل الكاميرا، من اليابان، ولد في غيفو، غيفو.

## التعليم
تعلم في Japan Institute of the Moving Image ‏.

## وصلات خارجية
- هيديو ياماموتو على موقع IMDb (الإنجليزية)
- هيديو ياماموتو على موقع ألو سيني (الفرنسية)
- هيديو ياماموتو على موقع أول موفي (الإنجليزية)
- هيديو ياماموتو على موقع قاعدة بيانات الأفلام السويدية (السويدية)
- هيديو ياماموتو على موقع قاعدة بيانات الفيلم (الإنجليزية)
- هيديو ياماموتو على موقع كينوبويسك (الروسية)